# جوني أليغرا
جوني أليغرا هو عازف جاز وعازف قيثارة وملحن فلبيني، ولد في 4 يونيو 1955 في مانيلا في الفلبين.

## وصلات خارجية
- الموقع الرسمي
- جوني أليغرا على موقع ميوزك برينز (الإنجليزية)
- جوني أليغرا على موقع أول ميوزيك (الإنجليزية)
- جوني أليغرا على موقع ديسكوغز (الإنجليزية)